# Tanjung Indah
Tanjung Indah is een bestuurslaag in het regentschap Lubuklinggau van de provincie Zuid-Sumatra, Indonesië. Tanjung Indah telt 2440 inwoners (volkstelling 2010).